# Pont Vieux (Nice)
Pour les articles homonymes, voir Pont Vieux.

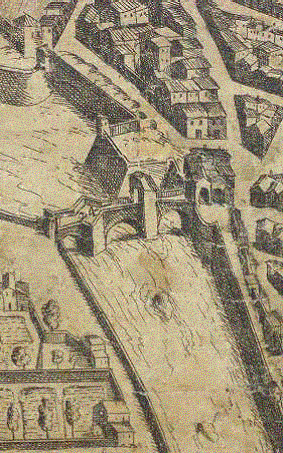
Le pont Vieux vers 1610.

Le pont Vieux, jadis appelé pont Saint-Antoine, est le seul ouvrage d’art bâti entre les deux rives du Paillon, du Moyen Âge au début du XIXe siècle dans la ville de Nice.
Il était situé dans l’axe actuel du numéro 22 boulevard Jean Jaurès / lycée Masséna, et disparait du paysage urbain au cours des travaux de recouvrement du fleuve au début du XIXe siècle.
Autrefois, il était courant de protéger l’entrée principale d’une ville sous le patronage d’un saint : saint Antoine est connu comme protecteur des maladies contagieuses comme la peste.

## Historique
Le pont Vieux est mentionné pour la première fois dans les archives de 1250 puis signalé en pierre en 1323 avec l’inscription « Pontem lapides prope Frates Minores ». Dans les textes, il est souvent cité comme « Pontem Sancti Antonii » mais jamais décrit. Dès la fin du XVIe siècle, la documentation iconographique le représente avec trois arches, une porte-péage et deux refuges aménagés au-dessus des becs. Au XVIe siècle des crues importantes emportent par deux fois un pilier du pont occasionnant chaque fois des travaux de reconstruction. Ces travaux sont relatés par des inscriptions encastrées dans la pile du pont.
Lors du siège franco-turc de 1543, il est démoli pour protéger la ville, puis reconstruit deux ans plus tard, en 1545.

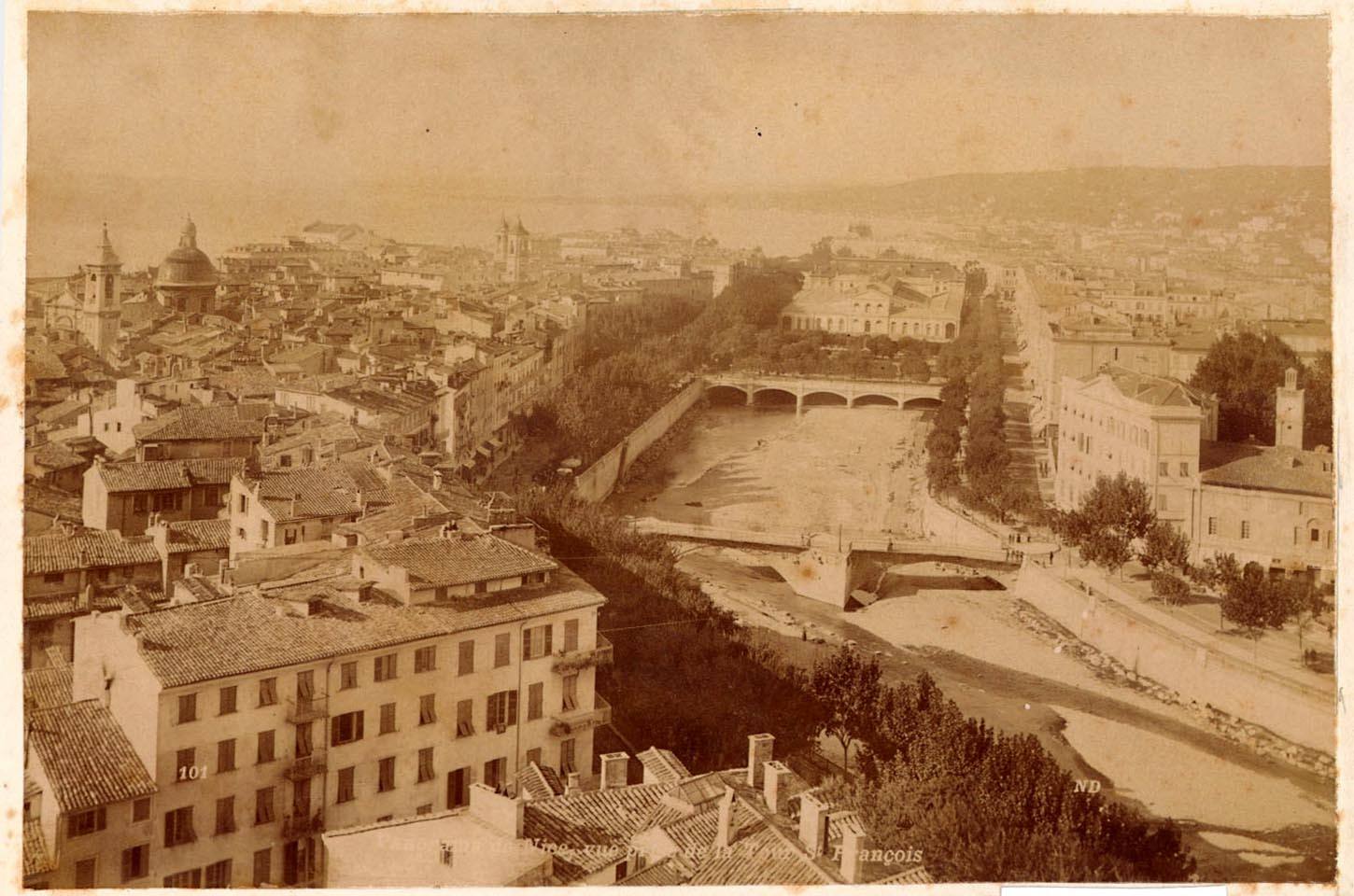
Le pont Vieux dans sa "version moderne" au début du XXe siècle.

- 1615 - Caladage de la chaussée de circulation[4].
- 1629 - Fabrication des chaînes pour le pont-levis[5].
- 1642 - Pose de ferrures sur le pont-levis[6].
- 1660 - Réparation de la serrure de la herse d’une porte[7].
- 1663 - Remplacement de la cloche d’alarme[8].
- 1688 - Réfection de l’arcade de la porte du pont en briques[9].
- 1708 - Reconstruction de la première arche après le siège de 1706[10].
- 1736 - Réparation du parapet des arcades du pont[11].
- 1766 - Réaménagement des rampes permettant d’accéder au pont[12].

En 1833, le Consiglio d'Ornato constate des défauts de conformité sur des parties du pont.
Et, en 1921, sa destruction définitive intervient lors de la poursuite de la couverture du Paillon.

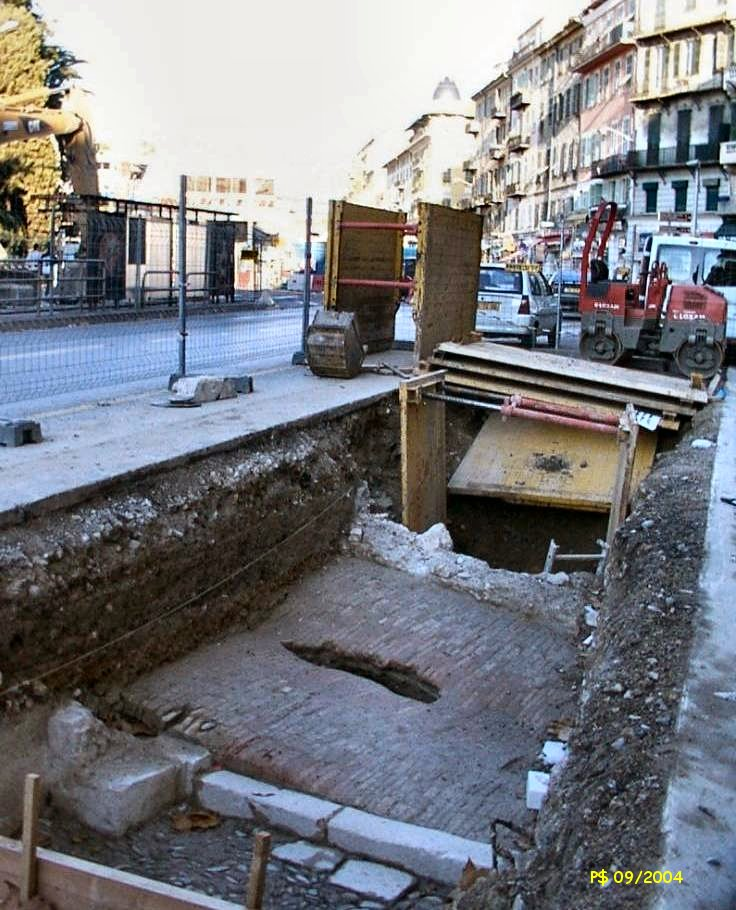
Tablier du pont pavé de briquettes au XVIe siècle.

## Fouilles archéologiques
En 2006-2007, une opération de fouilles est menée sur le site du pont Vieux, par l’Inrap,  dans le cadre de l’aménagement du tramway.
 Les vestiges découverts sur le site correspondent à plusieurs périodes :
- l’accès au pont depuis le Vieux-Nice avec sa chaussée dallée des XIVe et XVe siècles ;
- l’enceinte, où s'accroche le pont, et servant de digue sur le Paillon avec une inscription commémorative encastrée dans le mur datée du 9 août 1516 ;
- le tablier du pont pavé de briquettes et le départ d’une arche du XVIe siècle ;
- le bastion du pont du XVIIe siècle et sa reconstruction au XVIIIe siècle, après le siège de 1706.

Le départ du pont du XVIIIe siècle ainsi que ses bastions du XVIIIe siècle sont recouverts de remblais, lors du surélèvement du quai et de la création du boulevard, au début du XIXe siècle.